# Tennis for Two
A Tennis For Two című elektronikus játékot 1958-ban készítette el William Higinbotham amerikai fizikus egy Donner Model 30 típusú analóg számítógépre a Brookhaveni Nemzeti Laboratórium látogatói számára. A játék olyan tenisz illetve asztalitenisz szimulátor volt, ami egy oszcilloszkópot használt grafikus megjelenítésre. Fontos mérföldkő a videójátékok történelmében, mivel ez volt az egyik első grafikus kijelzőt használó játék.

## Fejlesztés
Higinbotham azért hozta létre a  Tennis for Two nevű játékot, hogy elűzze a Brookhaveni Nemzeti Laboratórium látogatóinak unalmát. Megtudta, hogy az egyik brookhaveni számítógép képes kiszámítani a ballisztikus rakéták pályáját, ezt a képességet használta, hogy létrehozza a játék alapjait. A játék egy Donner Model 30 analóg számítógépen készült. Egy oszcilloszkópot használt arra, hogy megjelenítse a szimulált golyót és a teniszpályát. A tervezett áramkör mutatta a labda útját és megfordította azt amikor leért a földre. Azt is érzékelte ha a labda a hálóhoz ért, valamint szimulálta a sebességét és a közegellenállását is. A játékosok egy alumíniumból készült analóg vezérlővel léphettek kölcsönhatásba a labdával. Ha a játékos elütötte a labdát az hangjelzéssel is párosult. Az eszközt körülbelül két óra alatt tervezték meg és három hét alatt készítették el Robert V. Dvorakkal. Az oszcilloszkópot és a vezérlőt leszámítva a játék áramkörei körülbelül annyi helyet foglaltak el, mint egy mikrohullámú sütő.
Bár nem volt közvetlen kapcsolat a két játék között, a Tennis for Two volt az egyik legismertebb videójáték, a Pong elődje. A Tennis for Two-t csak kétszer vitték ki, a "Látogatók Napjára" a laboratóriumban. Gyakorlatilag ismeretlen volt a késő 1970-es és korai 1980-as évekig, amikor Higinbothamot beidézték tanúnak egy bírósági tárgyaláson, ami a Magnavox és Ralph Baer ellen folyt. Ellentétben a Ponggal és más hasonló játékokkal ez oldalnézetben mutatott egy egyszerűsített teniszpályát, ahol a játékos nem jelenik meg a képernyőn. Ebben a nézetben több látszik a labda röppályájából mint a Pong esetében. A labdára hat a gravitáció és a háló felett kell átütni. A játékot vezérlő analóg számítógép "többnyire ellenállásokból, kondenzátorokból és relékből állt, de ahol gyors váltásra volt szükség – amikor a labda játékban van – tranzisztoros kapcsolókat használtak."

## Fogadtatás
A játék 1958. október 18-ai bemutatása sikeresnek tekinthető. Több száz látogató sorakozott fel, hogy játsszon az új játékkal a megjelenésekor. Népszerűsége miatt a következő évben egy továbbfejlesztett verzió jelent meg nagyobb képernyővel és többféle szimulált gravitációval. 1997-ben, egy csapat a Brookhavennél újraalkotta a játékot a Brookhaven 50. születésnapjára. Ez körülbelül 3 hónapig tartott mert az alkatrészek nem álltak rendelkezésre. Ez a változat volt látható a 2008-as ünnepségen is melyet az eredeti játék megjelenésének 50. évfordulója alkalmából rendeztek.

## Fordítás
Ez a szócikk részben vagy egészben  a   Tennis forTwo című angol Wikipédia-szócikk ezen változatának fordításán alapul.  Az eredeti cikk szerkesztőit annak laptörténete sorolja fel. Ez a jelzés csupán a megfogalmazás eredetét és a szerzői jogokat jelzi, nem szolgál a cikkben szereplő információk forrásmegjelöléseként.